# Ґізер Батлер
Теренс Майкл Джозеф (Ґізер) Батлер (англ. Terence Michael Joseph "Geezer" Butler; нар. 17 липня 1949) — англійський музикант і пісняр. Найбільш відомий як бас-гітарист та учасник британського хеві метал-гурту Black Sabbath.
Батлер отримав прізвисько «дивак» (geezer) у віці приблизно восьми років, тому що він сам «звик називати всіх диваками» в школі.
Батлер ріс в робочій ірландської католицької сім'ї, у підлітковому віці на нього справили неабияке враження твори Алістера Кроулі, коли був підлітком. Свій перший музичний гурт сформував восени 1967 року, невдовзі до них приєднався вокаліст Джон «Оззі» Осборн. Батлер зустрічався з дівчиною, яка жила поруч із Тоні Айоммі; Айоммі і Батлер познайомилися пізніше, коли грали у своїх групах у нічному клубі по сусідству. Натхненний Джоном Ленноном, до участі у Black Sabbath Батлер грав на ритм-гітарі, а в 1967 році, коли був сформований гурт Black Sabbath, Батлер перейшов на бас.
У 1980 році Батлер ненадовго покинув Sabbath під час запису їхнього альбому «Heaven and Hell», щоби розібратися з особистими проблемами. Знову він покинув групу в 1984 році після гастролей на підтримку альбому «Born again». У 1988 році він приєднався до свого колишнього колеги Осборна, аби взяти участь у світовому турне «No Rest for the Wicked». Ще раз Батлер приєднався до «Black Sabbath» у 1991 році, але знову пішов із групи після туру «Cross Purposes» в 1994 році. У 1995 році Батлер приєднався до Оззі, щоб зіграти для альбому «Ozzmosis».
Після запису «Ozzmosis», Батлер створив рок-гурт GZR, який у 1995 роцівипустив альбом «Plastic Planet». Його наступний сольний альбом, «Black Science», вийшов у 1997 році.
Батлер воз'єднався із «Black Sabbath» у 1997 для фестивалю Ozzfest і досі залишається з гуртом.
У 2005 році він випустив «Ohmwork», свій третій сольний альбом. У жовтні 2006 року було оголошено, що Батлер, Тоні Айоммі, Вінні Еппис і Ронні Джеймсом Діо відродять «Black Sabbath» епохи альбому «Dehumanizer» під новою назвою — «Heaven & Hell».
«Black Sabbath» об'єдналися в оригінальному складі у 2011 році. 4 лютого 2017 року був зіграний останній концерт гурту.

## Примітки

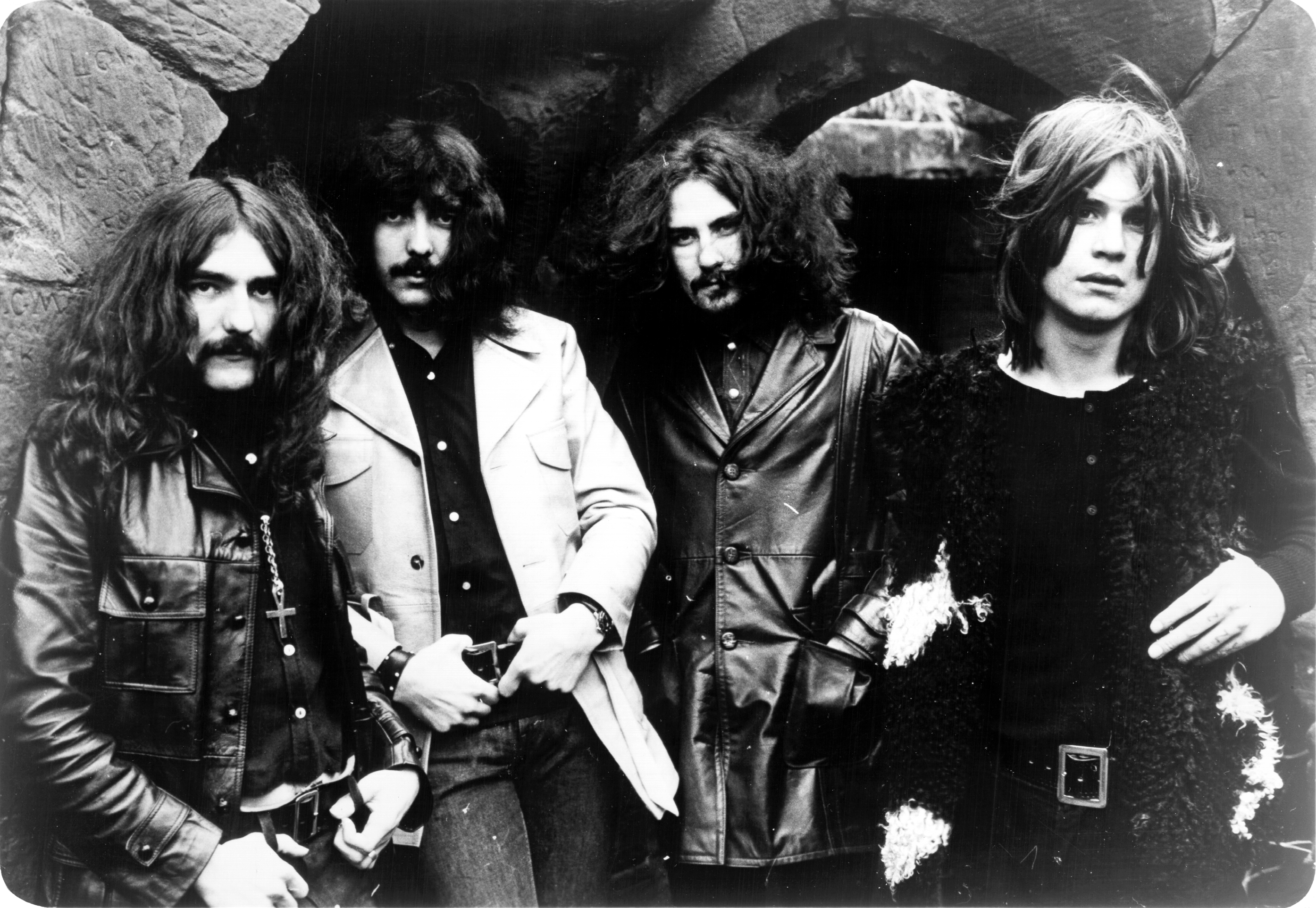
Black Sabbath 1970

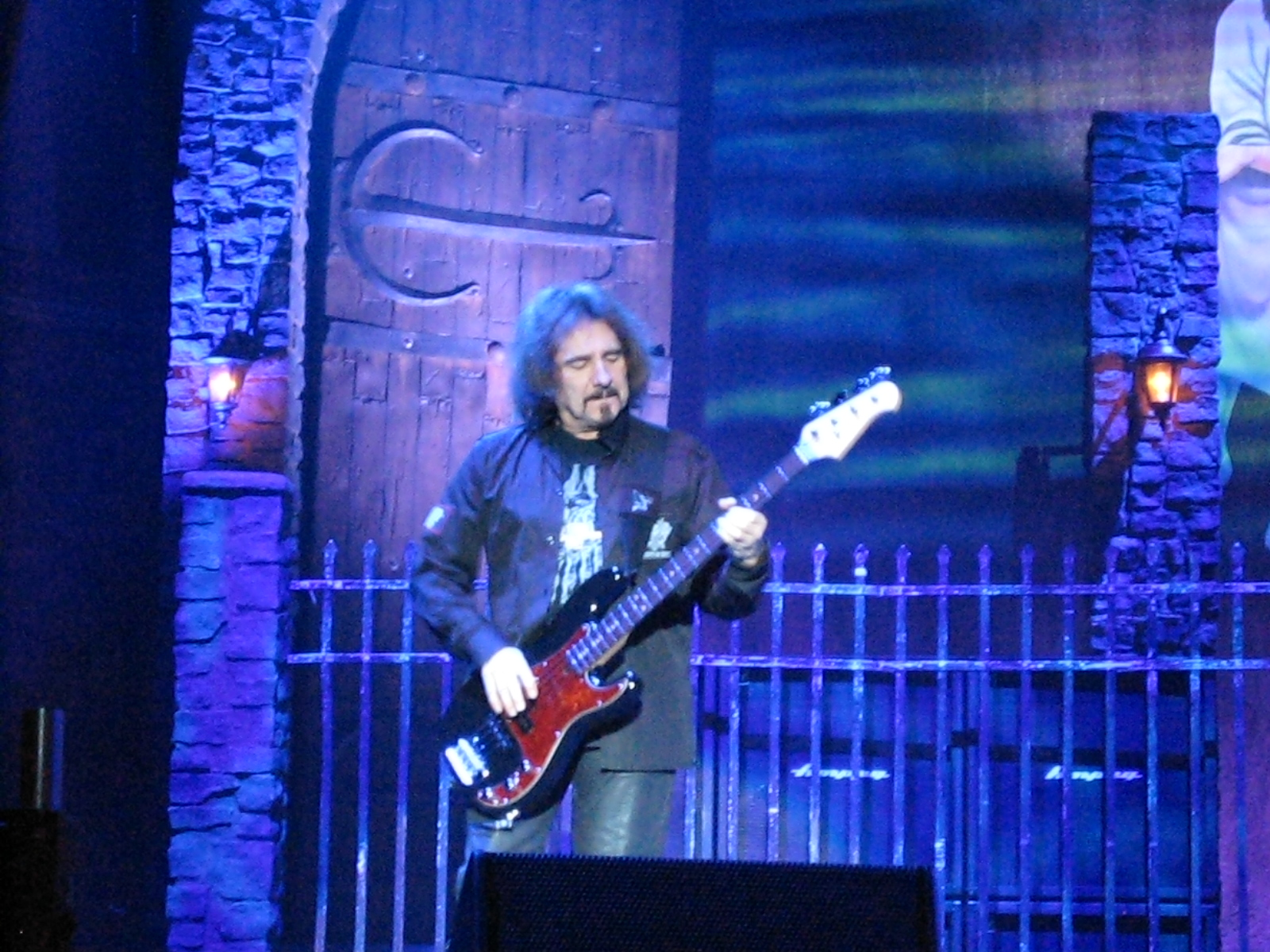
Geezer Butler, Heaven And Hell at the NEC, 2007-11-1